# Meksyk na Zimowych Igrzyskach Olimpijskich 1984
Meksyk na Zimowych Igrzyskach Olimpijskich 1984 reprezentował 1 zawodnik. Był to drugi start Meksyku na zimowych igrzyskach olimpijskich. 

## Skład kadry

### Narciarstwo alpejskie
| Zawodnik               | Konkurencja   | Wyniki  | Wyniki  | Wyniki  | Wyniki  |
| Zawodnik               | Konkurencja   | Runda 1 | Runda 2 | Razem   | Miejsce |
| ---------------------- | ------------- | ------- | ------- | ------- | ------- |
| Hubertus von Hohenlohe | Slalom        | 1:04,42 | 1:03,75 | 2:08,17 | 28.     |
| Hubertus von Hohenlohe | Slalom gigant | 1:34,82 | 1:35,27 | 3:10,09 | 48.     |
| Hubertus von Hohenlohe | Zjazd         |         |         | 1:51,57 | 38.     |